# 셰릴 블러섬
셰릴 블러섬(영어: Cheryl Blossom)은 아치 코믹스에서 출판하는 아치 시리즈의 히로인 캐릭터이다. 1982년 《베티와 베로니카》 320호에 처음 등장했다. 실사 드라마 《리버데일》에서는 배우 매들린 페치가 셰릴을 연기한다.